# 巴拉顿厄瑟德
巴拉顿厄瑟德（匈牙利語：Balatonőszöd）是匈牙利绍莫吉州所辖的一个村。总面积15.08平方公里，总人口512，人口密度34.0人/平方公里（2011年1月1日）。